# Eça de Queirós
José Maria de Eça de Queiroz of Eça de Queirós (Póvoa de Varzim, 25 november 1845 – Parijs, 16 augustus 1900) wordt over het algemeen beschouwd als de beroemdste Portugese schrijver uit de realistische stroming. Hij wordt vaak gezien als de Portugese tegenhanger van de Franse schrijver Gustave Flaubert, en er wordt soms gezegd dat hij gelijk is aan Dickens, Balzac en Tolstoj. Hoewel Eça zich nooit openlijk antikatholiek uitsprak, was hij erg kritisch tegenover de Rooms-Katholieke Kerk en tegenover het christendom in het algemeen. Dit komt naar voren in een aantal van zijn romans. Onder zijn beroemdste werken bevinden zich "Os Maias" ("De Maia's, 1888) en "O Crime do Padre Amaro" ("Het vergrijp van pater Amaro", 1875).
Tijdens zijn leven werd zijn naam gespeld als "Eça de Queiroz", maar in de huidige Portugese spelling wordt deze geschreven als "Eça de Queirós".

## Biografie
Eça de Queirós werd geboren als onwettig kind. Hij werd geregistreerd als zoon van José Maria de Almeida Teixeira de Queirós, een Braziliaan, en een onbekende moeder. Teixeira de Queirós trouwde kort na de geboorte van zijn zoon met Carolina Augusta Pereira d'Eça en er wordt gezegd dat het zoontje in werkelijkheid van haar is, en een onbekende vader heeft, of dat hij het kind van beide is.
Op 16-jarige leeftijd ging hij naar Coimbra om daar rechten te studeren. Hij ontmoette daar dichter Antero de Quental. Eça's eerste werk was een reeks gedichten in proza, die werden gepubliceerd in het tijdschrift Gazeta de Portugal. Hij werkte in Évora als journalist en ging later terug naar Lissabon, waar hij samen met een oude schoolvriend, Ramalho Ortigão, de Correspondentie van het fictionele karakter Fradique Mendes schreef. Dit werk werd pas in 1900 gepubliceerd.
In 1869 en 1870, reisde Eça naar Egypte om de opening van het Suezkanaal bij te wonen. Dit werd een inspiratiebron voor een aantal werken, waaronder "O Mistério da Estrada de Sintra" ("Het mysterie van de weg naar Sintra", 1870), dat hij samen schreef met eerdergenoemde Ortigão en waar Fradique Mendes een rol in speelt. "A Relíquia" ("Het relikwie") werd in dezelfde periode geschreven, maar werd pas in 1887 uitgegeven. Zijn eerste realistische roman, "O Crime do Padre Amaro", schreef hij in Leiria. De roman speelt zich ook in die stad af en werd uitgegeven in 1875. Eça werd als onderdeel van de dienstplicht uitgezonden naar Havana (Cuba) en werkte daarna voor het Portugese consulaat in Newcastle upon Tyne, van 1874 tot april 1879. In deze periode schreef hij een groot aantal literaire werken, waaronder een herziene versie van O Crime, de roman "O Primo Basílio" ("Neef Bazilio") in 1878, en een aantal andere projecten, waaronder de "Cartas de Londres" ("Brieven uit Londen") die in de Diário de Notícias, een krant uit Lissabon, verschenen. Zijn meesterwerk "Os Maias" schreef hij in zijn woning in Bristol. Dit werk verscheen in 1888.
In 1888 werd Eça overgeplaatst naar Parijs. Hij woonde in Neuilly-sur-Seine en bleef schrijven. In 1900 stierf hij ofwel aan tuberculose, ofwel aan de ziekte van Crohn. Zijn zoon, António Eça de Queirós, zou deel uitmaken van de dictatoriale regering van António de Oliveira Salazar.
Op 8 januari 2025 zijn zijn stoffelijke resten overgebracht naar het Panteão Nacional te Lissabon.
- Bibsys: 90126154
- Biblioteca Nacional de España: XX824930
- Bibliothèque nationale de France: cb11988915z (data)
- Catàleg d'autoritats de noms i títols de Catalunya: 981058514013906706
- CiNii: DA04342866
- Digitale Bibliotheek voor de Nederlandse Letteren: quei003
- Gemeinsame Normdatei: 118799843
- International Standard Name Identifier: 0000 0001 2142 8610
- Library of Congress Control Number: n79126380
- Nationale Bibliotheek van Letland: 000276071
- MusicBrainz: 549acc9d-b4a1-4990-82b0-ad0b06470552
- Bibliotheek van het Japanse parlement: 00515652
- Nationale Bibliotheek van Tsjechië: jn19981228072
- Nationale bibliotheek van Australië: 35054944
- Nationale Bibliotheek van Israël: 987007266830605171
- Nationale Bibliotheek van Polen: a0000001183254
- Nationale en Universitaire bibliotheek Zagreb: 000029584
- Nederlandse Thesaurus van Auteursnamen: 068425376
- Istituto Centrale per il Catalogo Unico: CFIV017257
- LIBRIS: 197275
- SNAC: w6fj50p7
- Système universitaire de documentation: 027958469
- Trove: 813441
- Virtual International Authority File: 88719234
- WorldCat: E39PBJtMr67mjJ6XDVyTwMtdwC